# Eduard Agricola

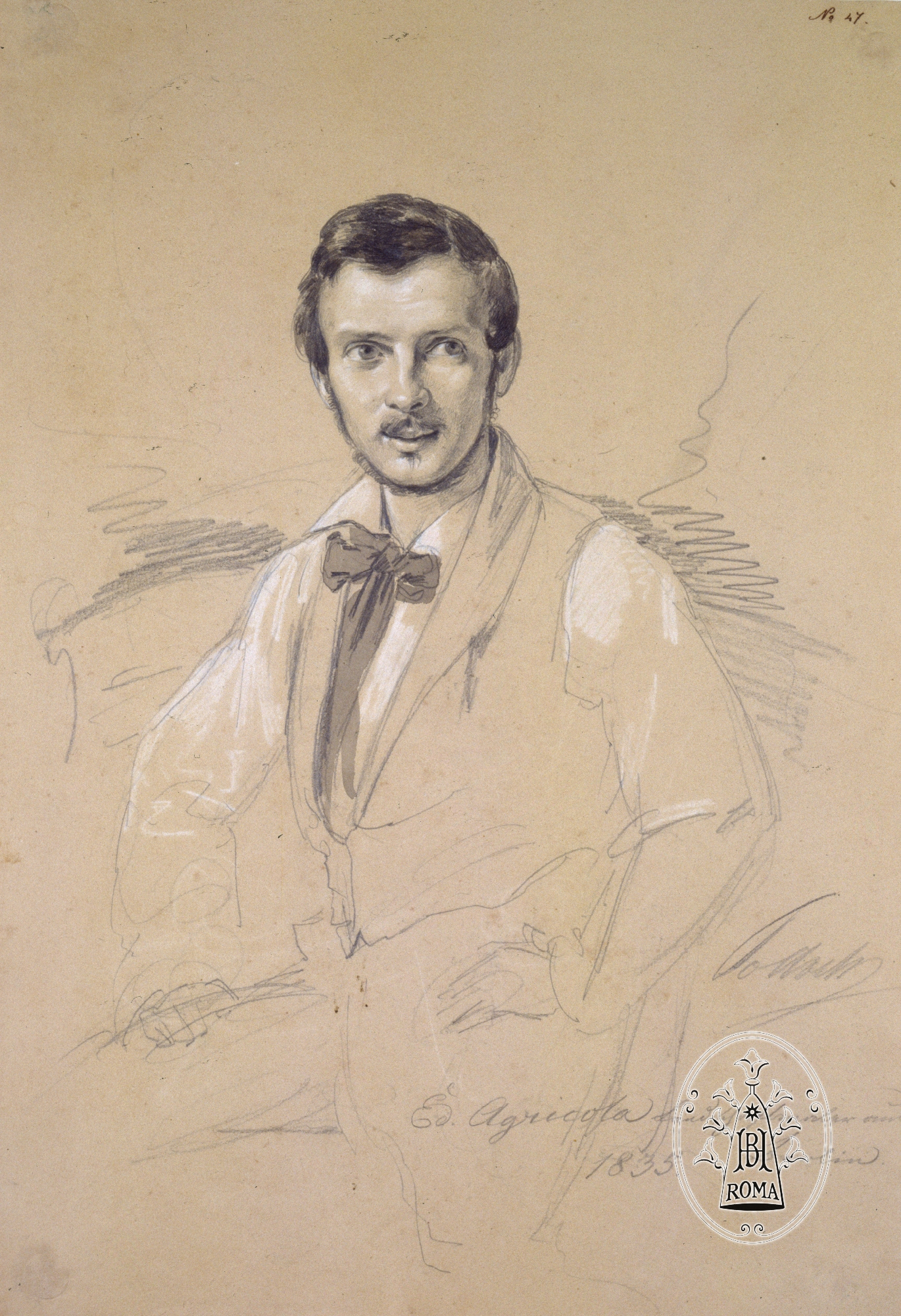
Eduard Agricola, Zeichnung von Leopold Pollak, Rom 1835

Fritz Rudolf Eduard Agricola (* 1800 in Berlin; † 1877 in Karlsruhe) war ein deutscher Landschaftsmaler.

## Leben

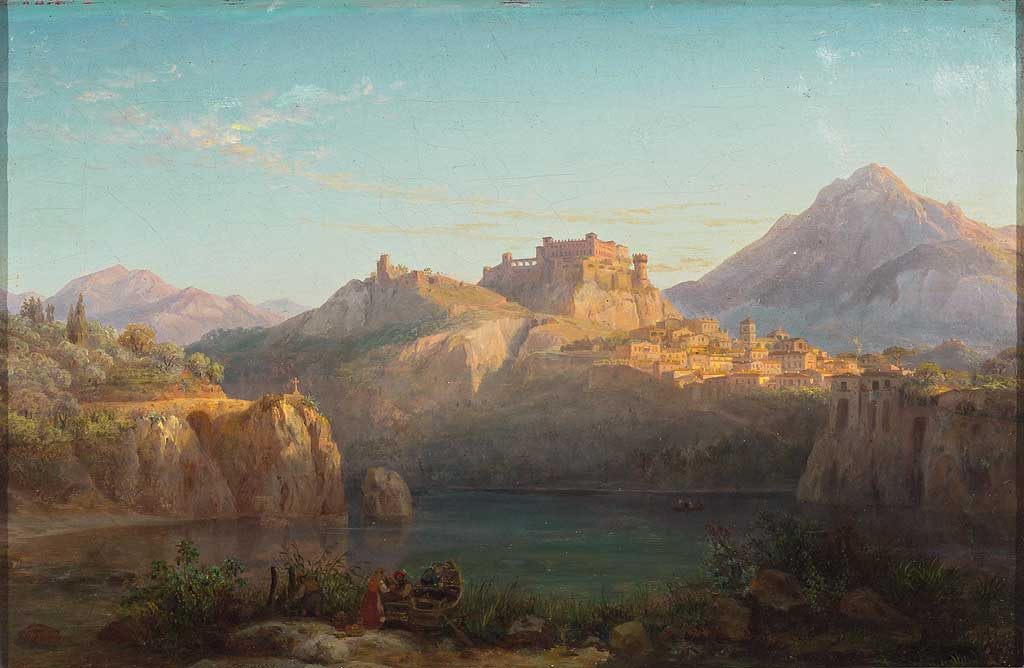
Castel Gandolfo

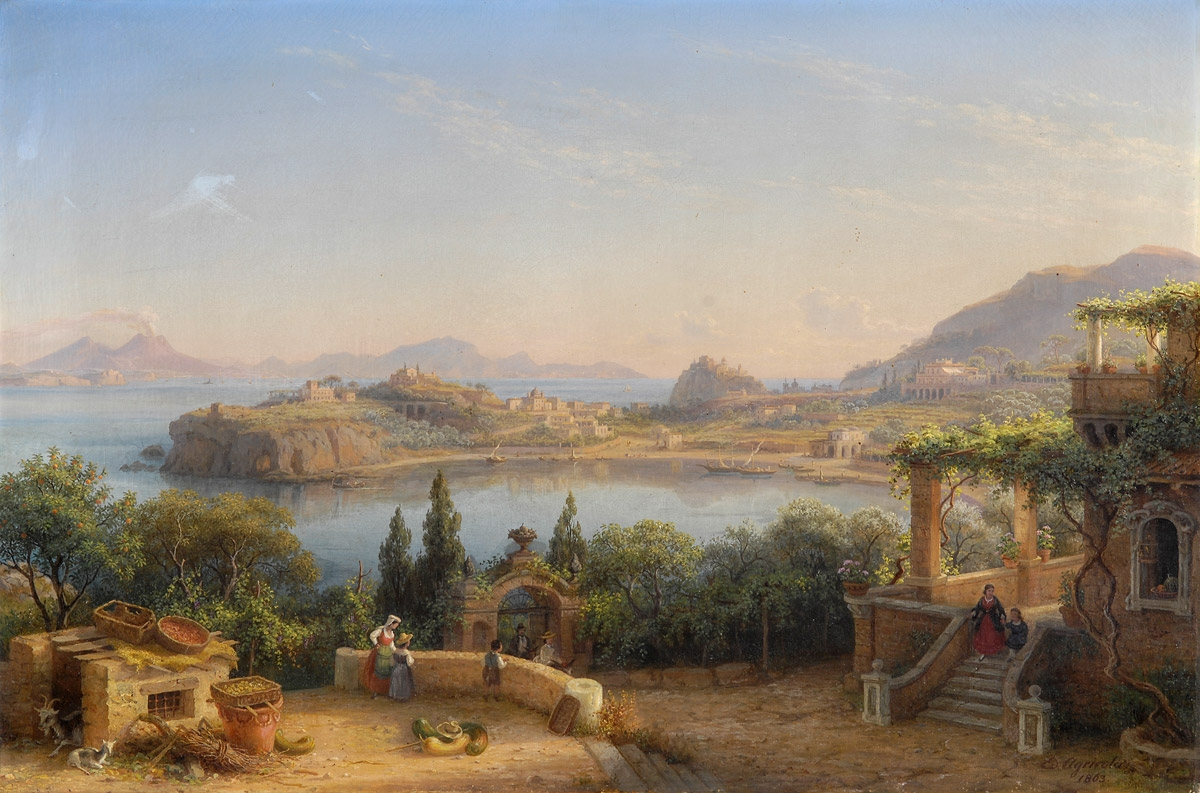
Porto d’Ischia

Agricola, Spross der weit verzweigten Künstlerfamilie Agricola, studierte von 1818 bis 1826 an der Kunstakademie Berlin Malerei. Danach lebte er bis 1830 in München und Salzburg, wo ihn Friedrich zu Schwarzenberg förderte. Anschließend ging er nach Italien. Zwischen 1830 und 1850 wohnte er hauptsächlich in Rom und Neapel und bereiste umgebende Landschaften, die er in romantischer Kunstauffassung malte. 1845 gehörte er in Rom zu den Gründungsmitgliedern des Deutschen Künstlervereins. In den 1840er Jahren erhielt er Aufträge von Carl und Albrecht von Preußen. Um 1850 kehrte er nach Deutschland zurück, wo er sich unter anderem in Berlin, München und Karlsruhe aufhielt. Am 29. Dezember 1850 heiratete er in Breslau Marie Anna Adelheid Bernhard, Tochter des zu Königsberg verstorbenen Kaufmanns Carl Bernhard. Mit einer Ruine bei Neapel beschickte er 1873 die Wiener Weltausstellung.